# Grunnvåg
Grunnvåg est une localité du comté de Troms, au nord de la Norvège.

## Géographie
Administrativement, Grunnvåg fait partie de la kommune de Lenvik.